# Christopher Kapopo
Christopher Kapopo est un boxeur zambien.

## Carrière
Christopher Kapopo est médaillé d'or aux championnats d'Afrique de Kampala en 1983 dans la catégorie des poids super-welters.
Aux Jeux olympiques d'été de 1984 à Los Angeles, il est éliminé en quarts de finale dans la catégorie des poids super-welters par l'Américain Frank Tate.